# Roccabascerana
Roccabascerana község (comune) Olaszország Campania régiójában, Avellino megyében.

## Fekvése
A megye északi részén fekszik. Határai: Arpaise, Ceppaloni, Montesarchio, Pannarano, Apollosa, Pietrastornina és San Martino Valle Caudina.

## Története
Alapítása a longobárdok uralkodásának idejére vezethető vissza, amikor még Guarasciarana név alatt ismerték. 971-ben a beneventói püspök, majd 1225-ben a monteverginei apátság tulajdonába került. 1634-ben egy földrengés során súlyos károkat szenvedett. 1660-ban lakosságának nagy része a pestisnek esett áldozatául. A 19. században nyerte el önállóságát, amikor a Nápolyi Királyságban felszámolták a feudalizmust.

## Népessége
A népesség számának alakulása:

## Főbb látnivalói
- a 19. századi San Nicola-templom
- a Santi Stefano e Maria Santissima in Squillani-templom
- a középkori őrtorony
- a 17. században épült Palazzo dei Principi
- a San Leonardo-templom
- a 18. századi freskókkal díszített Cappella della Confraternita del Rosario